# Augusta de Baden-Baden

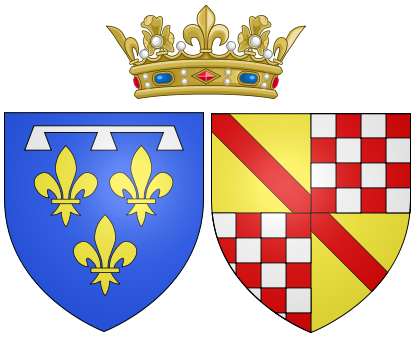
Escut com a duquessa d'Orleans

Augusta de Baden-Baden (en alemany Augusta Maria Johanna von Baden-Baden) va néixer a Aschaffenburg (Alemanya) el 10 de novembre de 1704 i va morir a París el 8 d'agost de 1726. Era filla del comandant de l'exèrcit imperial Lluís Guillem de Baden-Baden (1655-1707) i de la duquessa Sibil·la Augusta de Saxònia-Lauenburg (1675-1733).
La seva mare, que en morir el seu marit el 1707 va exercir la regència fins al 1727, va ser una gran mecenes de les arts, de manera que Baden-Baden va esdevenir un centre cultural, especialement en àmbit arquitectònic. Va ordenar la construcció de diversos palaus, esglésies i el castell de Favorite, a Rastatt.

## Matrimoni i fills
Per al casament d'Augusta, hi havia dos candidats. D'una banda el príncep alemany Alexandre Ferran, fill i hereu d'Anselm Francesc de Thurn i Taxis, i de l'altra el noble francès Lluís d'Orleans (1703-1753), net del rei Lluís XIV de França. Tot i que Augusta preferia l'alemany, la seva mare va optar pel pretendent francès per tal d'enfortir els lligams amb el poderós Estat veí amb el qual anteriorment havien estat enemistats. Un cop casats, al palau de Versalles era coneguda com a Joana de Baden, i va esdevenir una de les dames més importants de la Cort.
Més tard, ella i el seu marit van anar a viure al castell de Saint-Cloud, una de les residències dels Orleans, que alternaven amb estades al Palau de Versalles on va néixer el seu primer fill Lluís Felip (1725-1785), que es casaria amb Lluïsa Enriqueta de Borbó (1726-1759).
Augusta va morir el 8 d'agost de 1726, a l'edat de vint-i-dos anys, tres dies després de donar a llum a la seva filla Lluïsa Maria 1726-1728.